# عنایت‌الله سمیعی
عنایت‌الله خان مدبرالدوله سمیعی (۱۲۶۷ رشت – ۵ اسفند ۱۳۱۶) دیپلمات و دولتمرد ایرانی و شصت و دومین وزیر امورخارجه ایران بود. او از طرف ایران پیمان سعدآباد را امضا کرد.  او همچنین وزیر مختار ایران در عراق و کفیل وزارت اقتصاد ملی بوده است.

## آغاز کار
تحصیلاتش را در رشت آغاز کرد و در مدرسه‏ سیاسى تهران ادامه داد، سپس به اروپا رفت و پس از پایان تحصیلات در رشته حقوق، به ایران بازگشت و در سال ۱۲۹۳ به استخدام دولت درآمد. چندی رئیس معارف و اوقاف گیلان بود. بعد در وزارت كشور مدیر اداره شرق شد و سپس به مدیركلى وزارت معارف رسید. 
هنگامى كه رضاخان سردار سپه به نخست ‏وزیرى رسید، ریاست دفتر خود و هیئت وزیران را به او سپرد. سمیعی توانست اعتماد كامل رضا خان را به خود جلب كند و فوق‌‏العاده طرف اعتماد بود.  در اوایل سلطنت رضاشاه، سمیعی معاون وزارت داخله (كشور) شد و در اول بهمن ۱۳۰۶ یحیی قراگوزلو که بتازگی وزیر معارف کابینه مخبرالسلطنه هدایت شده بود، سمیعی را به عنوان معاون خود به مجلس معرفی کرد.
سمیعی سپس وزیر مختار ایران در بغداد شد و سفارت ایران در عراق را تأسیس کرد  تا بهمن ۱۳۰۹ در بغداد بود  تا به تهران احضار شد و کفالت (سرپرستی) وزارت تازه تأسیس اقتصاد ملی را از محمدعلی فروغی تحویل گرفت. 
سیاستگذاری وزارت اقتصاد ملی در دست مهدی‌قلی هدایت نخست وزیر بود و سمیعی تنها وزارتخانه را اداره می‌کرد. در دوران سرپرستی او، قانون انحصار تجارت خارجی در ششم اسفند ۱۳۰۹ به تصویب مجلس رسید که حق وارد کردن و صادر کردن کلیه محصولات طبیعى و صنعتى و تعیین موقتى یا دائمى میزان واردات و صادرات را به انحصار دولت در می آورد.  همچنین با تصویب مجلس در شانزدهم خرداد ۱۳۱۰، وزارت اقتصاد ملی را به سه اداره تجارت، فلاحت و صناعت تقسیم شد که در رأس هر کدام یکی از معاونان وزیر جای می‌گرفت. 
با تقسیم وزارت اقتصاد ملی به سه اداره که همگی زیر نظر نخست وزیر اداره می‌شدند، عملا این وزارتخانه از میان رفت و سمیعی به عنوان وزیر مختار ایران به برلن فرستاده شد. او در دوران مأموریتش در آلمان، ریاست هیئت اعزامى ایران به كمیسیون اقتصادى جهان را به عهده گرفت. در سال ۱۳۱۴ دوره وزیر مختارى ایران در عراق را عهده‌‏دار شد اما پس از مدت کوتاهی به تهران فراخوانده و در فروردین ۱۳۱۵ وزارت امورخارجه را عهده‌دار شد.

## وزارت امور خارجه
سمیعی شصت و دومین وزیر امور خارجهٔ ایران است  در دوران وزارت او در اسفند ۱۳۱۵ هیئتی از ترکیه به ریاست جمال حسنی تارای نماینده مجلس این کشور به تهران رفت و چند هفته مذاکراتی برای عقد ده قرارداد انجام داد که این قراردادها در دو نوبت در روزهای ۲۳ اسفند ۱۳۱۵ (۱۴ مارس ۱۹۳۷) و ۳۱ فروردین ۱۳۱۶ (۲۰ آوریل ۱۹۳۷) میان جمال حسنی تارای و کمال کوپرولو وزیر مختار ترکیه در تهران به نمایندگی از کشورشان با عنایت‌الله سمیعی امضا شد که مهمترین آنها، برقراری نیابت قضائی و استرداد مجرمین و متهمان میان دو کشور بود. 

### پیمان سعدآباد
مهمترین اقدامی که در کارنامه وزارت امور خارجه سمیعی ثبت شد، امضای پیمان سعدآباد بود. در هفدهم تیر ۱۳۱۶ سمیعی همراه با وزیران خارجه عراق، افغانستان و ترکیه در کاخ سعدآباد گردآمد و «عهدنامه عدم تعرض» را امضا کرد که پیمان سعدآباد نامیده شد. چهار کشور در این پیمان به یکدیگر تعهد دادند که نه به‌تنهایی و نه‌ همراه با کشور دیگری دست به هیچ‌گونه عملیات متجاوزانه علیه یکدیگر نزنند و به کشور دیگری که به یکی از آنها تجاوز کرده نیز چه مستقیم و چه غیرمستقیم، کمکی نرسانند. این دولت‌ها همچنین تعهد کردند که در مرزهای خود از تشکیل یا عملیات گروه‌های مسلح یا غیرمسلحی که علیه نظم و امنیت کشورهای دیگر یا واژگونی دولت آنها فعالیت کنند، جلوگیری کنند. 
سمیعی در کنار پیمان سعدآباد سه معاهده هم با ناجی اصیل، وزیر خارجه عراق امضا کرد: یکی «عهدنامه سرحدی» بود که به اختلافات دو کشور بر سر آبراه شط‌العرب پایان داد و مانعی مهم در راه گسترش روابط ایران و عراق را از میان برداشت و معاهده‌های دیگر نیز «عهدنامه مودت» و «عهدنامه تسویه مسالمت‌آمیز اختلافات» که قرار بود، مبنای توسعه روابط دو کشور شوند. 

## مرگ
عبدالحسین انصاری در خصوص مرگ سمیعی می‌گوید: 

«واقعهٔ خیلی تأسف آوری که در زمان ریاست تشریفات من رخ داد، مرگ نابهنگام مرحوم سمیعی وزیر خارجهٔ وقت بود. بر اثر عارضهٔ سرماخوردگی گوش وی چرک کرد و تحت عمل جراحی قرار گرفت؛ اما چرک گوش به خون سرایت کرده بود… یک هفته بعد بر اثر همین عارضه درگذشت.»